# Keaton Simons
Keaton Simons (* 20. července 1978) je americký zpěvák a kytarista. Své první album nazvané Beautiful Pain vydal v roce 2013. V roce 2014 spolupracoval s bubeníkem Deantonim Parksem na projektu nazvaném Best Revenge. V roce 2015 spolupracoval s hercem a hudebníkem Davidem Duchovnym na jeho prvním albu Hell or Highwater. Spolu s ním se setkal již v seriálu Californication. Zde Duchovny hrál hlavní roli, Simons vystupoval v poslední epizodě šesté série.